# Siêu xe

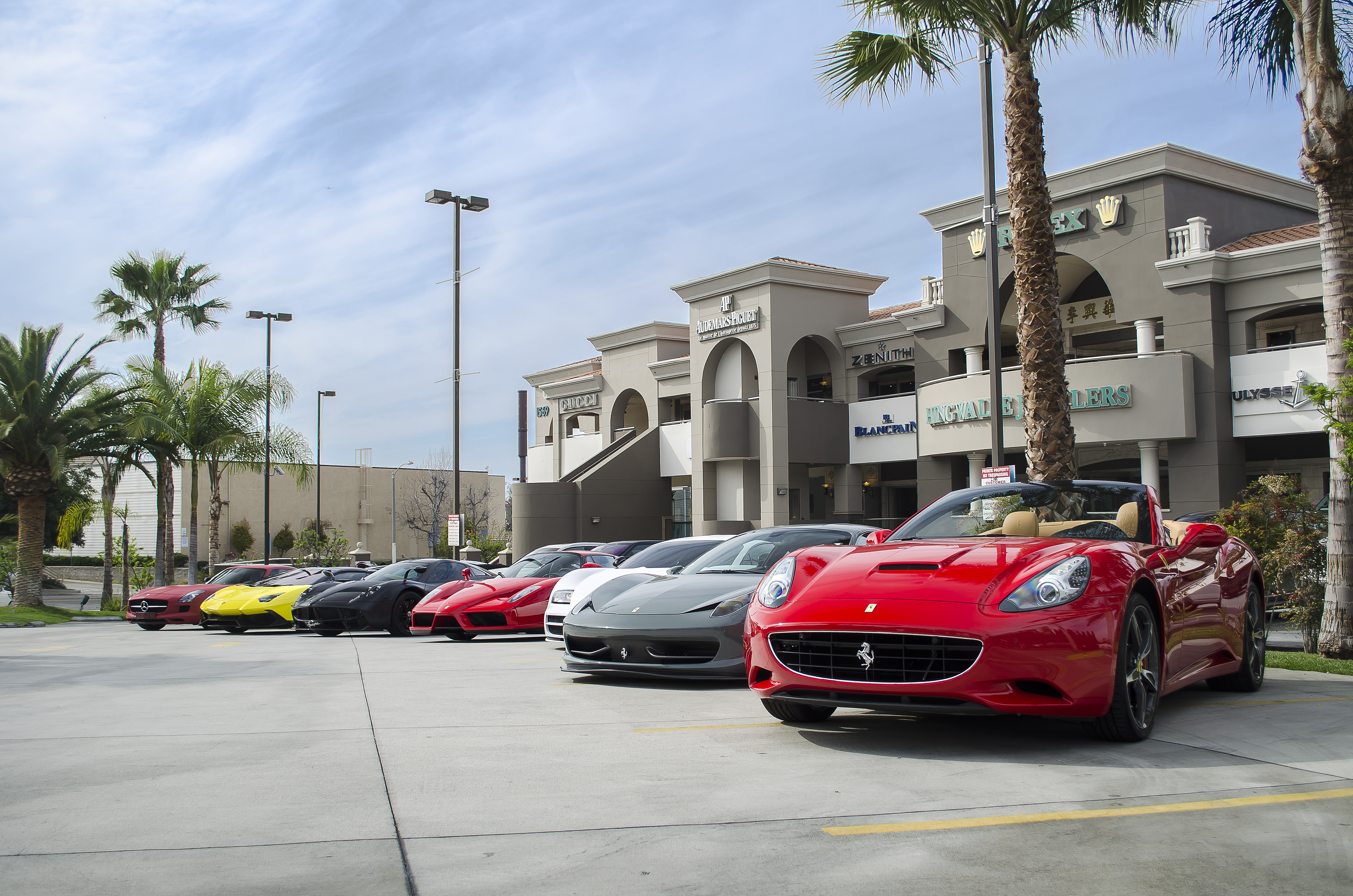
Buổi họp mặt nhiều siêu xe

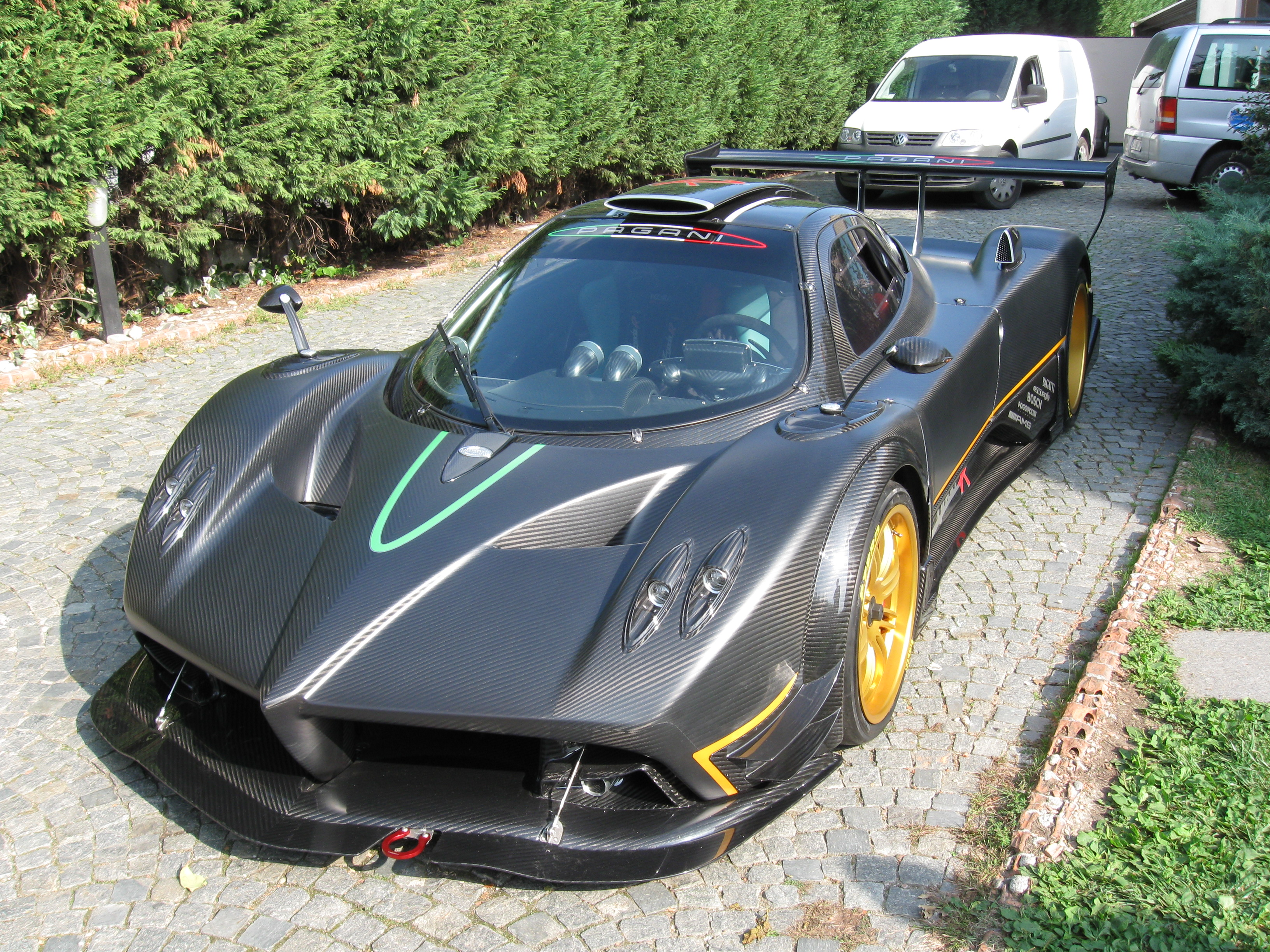
Pagani Zonda R

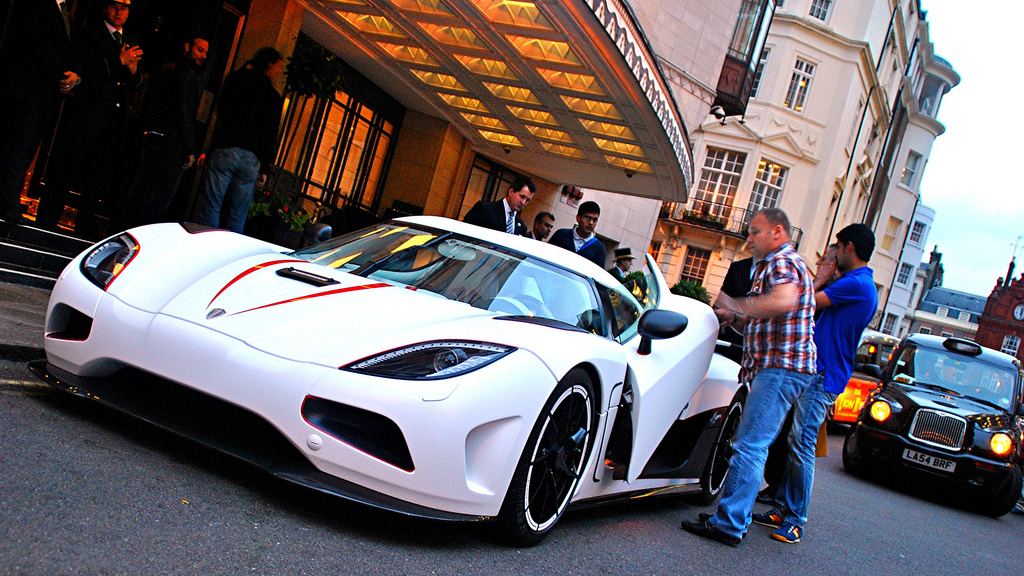
Koenigsegg Agera R

Siêu xe (tiếng Đức: Supersportwagen, tiếng Anh: Supercar) là từ bắt đầu thường dùng vào thập niên 1980 để gọi các chiếc xe thể thao đắt tiền, được thiết kế chủ yếu chú trọng vào tốc độ.

## Định nghĩa
Siêu xe khác biệt với xe thông dụng hay các xe thể thao thường ở các điểm sau: 
- Xe gia tăng tốc độ rất nhanh.
- Có tốc độ tối đa rất cao.
- Sử dụng các công nghệ hiện đại.
- Rất đắt tiền.
- Tiền tu bổ cũng rất cao.
- Chỉ sản xuất một số lượng giới hạn

## Danh sách siêu xe
Dưới đây là danh sách siêu xe được phép chạy trên đường công cộng.

### 1950er
- Aston Martin DB2 Vantage
- Ferrari 250 Testa Rossa
- Jaguar D-Type
- Mercedes 300 SL
- Pegaso Z-102
- Veritas RS

### 1960er
- Aston Martin DB4 GT Zagato
- Bizzarrini GT 5300
- Ferrari 500 Superfast
- Ford GT40
- Iso Grifo 7 Litri (GL 400) und Can Am
- Lamborghini Miura
- Lola T70
- Shelby Cobra

### 1970er
- BMW M1
- CW 311
- De Tomaso Pantera
- Ferrari 512 BB
- Lamborghini Countach
- Maserati Bora
- Monteverdi Hai 450 SS und GTS

### 1980er
- Aston Martin V8 Zagatophan
- Cizeta V16T
- Ferrari 288 GTO
- Ferrari F40
- Porsche 959
- Ruf CTR
- Vector W2

### 1990er
- Bugatti EB110
- Dauer 962 LM
- Ferrari F50
- Isdera Commendatore 112i
- Jaguar XJ220 S
- Lister Storm GT
- McLaren F1
- Mercedes-Benz CLK GTR
- MTX Tatra V8
- Porsche 911 GT1
- TVR Cerbera Speed 12

### 2000er
| Phiên bản                         | (kW)      | (PS)      | Tốc độ tối đa (km/h) | 0 lên 100 km/h (s)    |
| --------------------------------- | --------- | --------- | -------------------- | --------------------- |
| Aston Martin One-77               | 559       | 760       | 355                  | 3,5                   |
| Audi R8; GT ab 05/2010; (LMX)     | 412 (419) | 560 (570) | 320 (?)              | 3,6 (?)               |
| Bristol Fighter T                 | 744       | 1012      | 362                  | 3,5                   |
| Bugatti Veyron 16.4 Super Sport   | 882       | 1200      | 415                  | 2,5                   |
| Caparo T1                         | 449       | 610       | 330                  | 2,5                   |
| Corvette ZR1                      | 476       | 647       | 330                  | 3,5                   |
| Ferrari 599 GTO                   | 493       | 670       | 335                  | 3,35                  |
| Ferrari Enzo                      | 485       | 660       | 355                  | 3,27                  |
| Ford GT                           | 405       | 550       | 340                  | 3,9                   |
| Gumpert Apollo                    | 588       | 800       | 360                  | 2,7                   |
| Koenigsegg CCXR Edition           | 759       | 1032      | 405                  | 2,9                   |
| Lamborghini Diablo Alar 777       | 515       | 700       | ?                    | ?                     |
| Lamborghini Murciélago LP670-4 SV | 493       | 670       | 342                  | 3,2                   |
| Lamborghini Reventón              | 478       | 650       | 340                  | 3,4                   |
| Laraki Fulgura                    | 485       | 660       | 350                  | 3,4                   |
| Lotec Sirius                      | 882       | 1200      | 400                  | 3,8                   |
| Maserati MC12                     | 456       | 624       | 330                  | 3,8                   |
| Maxximus G-Force                  | 1177      | 1600      | 458                  | (0 auf 96 km/h) 2,134 |
| Mercedes-Benz SLR McLaren 722     | 478       | 650       | 337                  | 3,6                   |
| Nissan GT-R (Mk3, ab 01/2012)     | 404       | 550       | 315                  | 2,7                   |
| Pagani Zonda R                    | 551       | 750       | 350                  | 3,4                   |
| Porsche 9ff GT9-R                 | 835       | 1120      | 418                  | 2,9                   |
| Porsche 9ff GTurbo                | 881       | 1198      | 414                  | 2,8                   |
| Porsche 997 GT2 RS                | 456       | 620       | 330                  | 3,5                   |
| Porsche Carrera GT                | 450       | 612       | 330                  | 3,9                   |
| Ronn Scorpion                     | 331       | 450       | 320                  | 3,5                   |
| Ruf CTR3                          | 515       | 700       | 375                  | 3,1                   |
| Saleen S7 Twin-Turbo              | 735       | 1000      | 404                  | 2,8                   |
| SSC Ultimate Aero TT' 2009        | 960       | 1305      | ca. 420              | (0 auf 60 mph) 2,78   |
| Ultima GTR                        | 529       | 720       | 375                  | 2,6                   |
| Veritas RS 3                      | 441       | 600       | 347                  | 3,2                   |
| Weber Faster one                  | 662       | 900       | 401                  | 2,5                   |
| Zenvo ST1                         | 823       | 1102      | 375                  | 3,0                   |

### ab 2010
| Phiên bản                            | (kW)  | (PS) | Tốc độ tối đa (km/h) | 0 lên 100 km/h (s) |
| ------------------------------------ | ----- | ---- | -------------------- | ------------------ |
| Ferrari LaFerrari                    | 708   | 963  | > 350                | < 3                |
| Hennessey Venom GT                   | 928   | 1261 | 442                  | 2,5                |
| Koenigsegg Agera R                   | 846   | 1115 | 442                  | 2,9                |
| Koenigsegg One:1                     | 1000  | 1360 | 440                  | ?                  |
| Lykan Hypersport                     | 552   | 751  | 385                  | 2,8                |
| Lamborghini Aventador                | 515   | 700  | 350                  | 2,9                |
| Lamborghini Veneno                   | 552   | 750  | 355                  | 2,8                |
| Lexus LFA (Nürburgring Package)      | 420   | 571  | 325                  | 3,7                |
| McLaren P1                           | 674   | 916  | 350                  | 2,8                |
| Mercedes-Benz SLS AMG (Black Series) | 464   | 631  | 315                  | 3,6                |
| Pagani Huayra                        | 537   | 730  | 360                  | 3,3                |
| Porsche 997 GT3 RS 4.0               | 368   | 500  | 310                  | 3,9                |
| Porsche 918 Spyder                   | 652   | 887  | > 340                | 2,6                |
| Rimac Concept One (Elektroauto)      | 800   | 1088 | 305                  | 2,8                |
| SSC Ultimate Aero XT                 | 969   | 1318 | 440                  | 2,65               |
| Bugatti Chiron                       | 1.103 | 1500 | 540                  | < 2,5              |